# 惠特莫尔 (艾奥瓦州)
惠特莫爾（英語：Whittemore）是一個位於美國愛荷華州科蘇特縣的城市。

## 地理
惠特莫爾的座標為43°03′47″N 94°25′22″W / 43.06306°N 94.42278°W，而該地的平均海拔高度為367米（即1204英尺）。

## 人口
根據2010年美國人口普查的數據，惠特莫爾的面積為1.09平方千米，當中陸地面積為1.09平方千米，而水域面積為0.00平方千米。當地共有人口486人，而人口密度為每平方千米445人。